# Kaitlin Sandeno
Kaitlin Shea Sandeno, née le 13 mars 1983 à Mission Viejo en Californie (États-Unis), est une nageuse américaine. Elle faisait partie du relais américain 4 × 200 m nage libre féminin qui a remporté la médaille d'or aux Jeux olympiques de 2004 à Athènes.
Lors de sa première participation aux Jeux, à Sydney en 2000, la nageuse remporta le bronze sur le 800 m nage libre. Quatre années plus tard, la Californienne ajouta trois autres récompenses olympiques à son palmarès : l'or sur le relais 4 × 200 m nage libre (record du monde à l'époque), l'argent sur le 400 m 4 nages et enfin le bronze sur le 400 m nage libre.

## Palmarès

### Jeux olympiques
- Jeux olympiques de 2000 à Sydney  Australie:
  -  Médaille de bronze du 800 m nage libre.

- Jeux olympiques de 2004 à Athènes  Grèce:
  -  Médaille d'or du relais 4 × 200 m nage libre.
  -  Médaille d'argent du 400 m 4 nages.
  -  Médaille de bronze du 400 m nage libre.

### Championnats du monde

#### En grand bassin
- Championnats du monde 2001 à Fukuoka  Japon
  -  Médaille de bronze du 800 m nage libre.
  -  Médaille de bronze du 200 m papillon.

- Championnats du monde 2005 à Montréal  Canada
  -  Médaille d'or du relais 4 × 200 m nage libre.
  -  Médaille de bronze du 400 m 4 nages.

#### En petit bassin
- Championnats du monde 2004 à Indianapolis  États-Unis
  -  Médaille d'or du 400 m nage libre.
  -  Médaille d'or du relais 4 × 200 m nage libre.